# Kostel svatého Mikuláše a svaté Alžběty (Cheb)
Kostel svatého Mikuláše a svaté Alžběty v Chebu (častěji označovaný jen jako kostel sv. Mikuláše) je římskokatolický kostel chebské farnosti, a zároveň nejstarší existující kostel v Chebu. Nachází se na Kostelním náměstí, v severovýchodním rohu náměstí Jiřího z Poděbrad a díky svému umístění na vyvýšeném místě tvoří dominantu této části města. Původně byl vystavěn jako trojlodní románská bazilika, během své existence však několikrát vyhořel a byl rozsáhle přestavován. Kostel je od roku 1958 chráněn jako kulturní památka.

## Popis

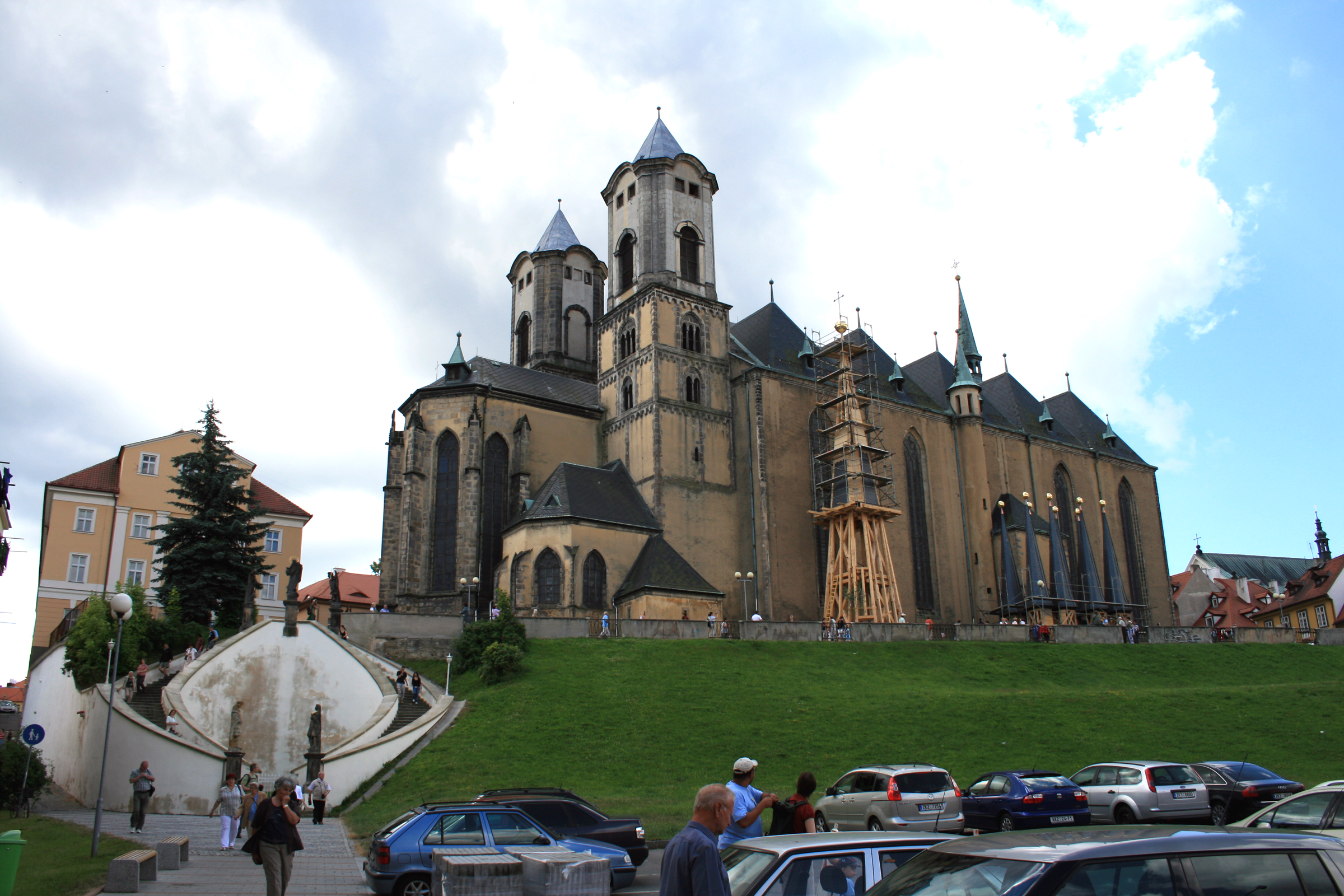
Chrám se zastřešením z roku 1945, před umístěním nových helmic (2008)

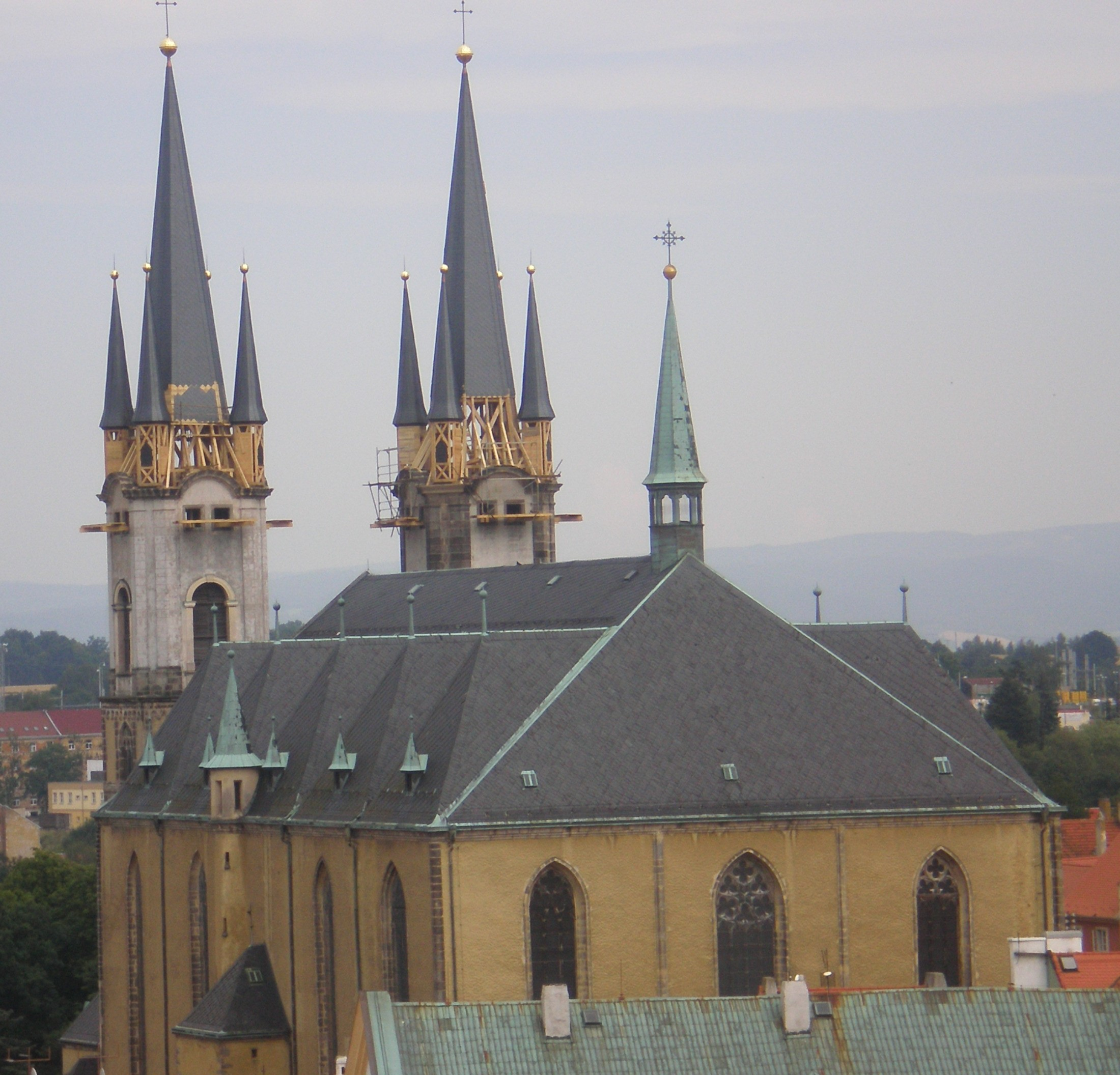
Chrám od SZ (2008)

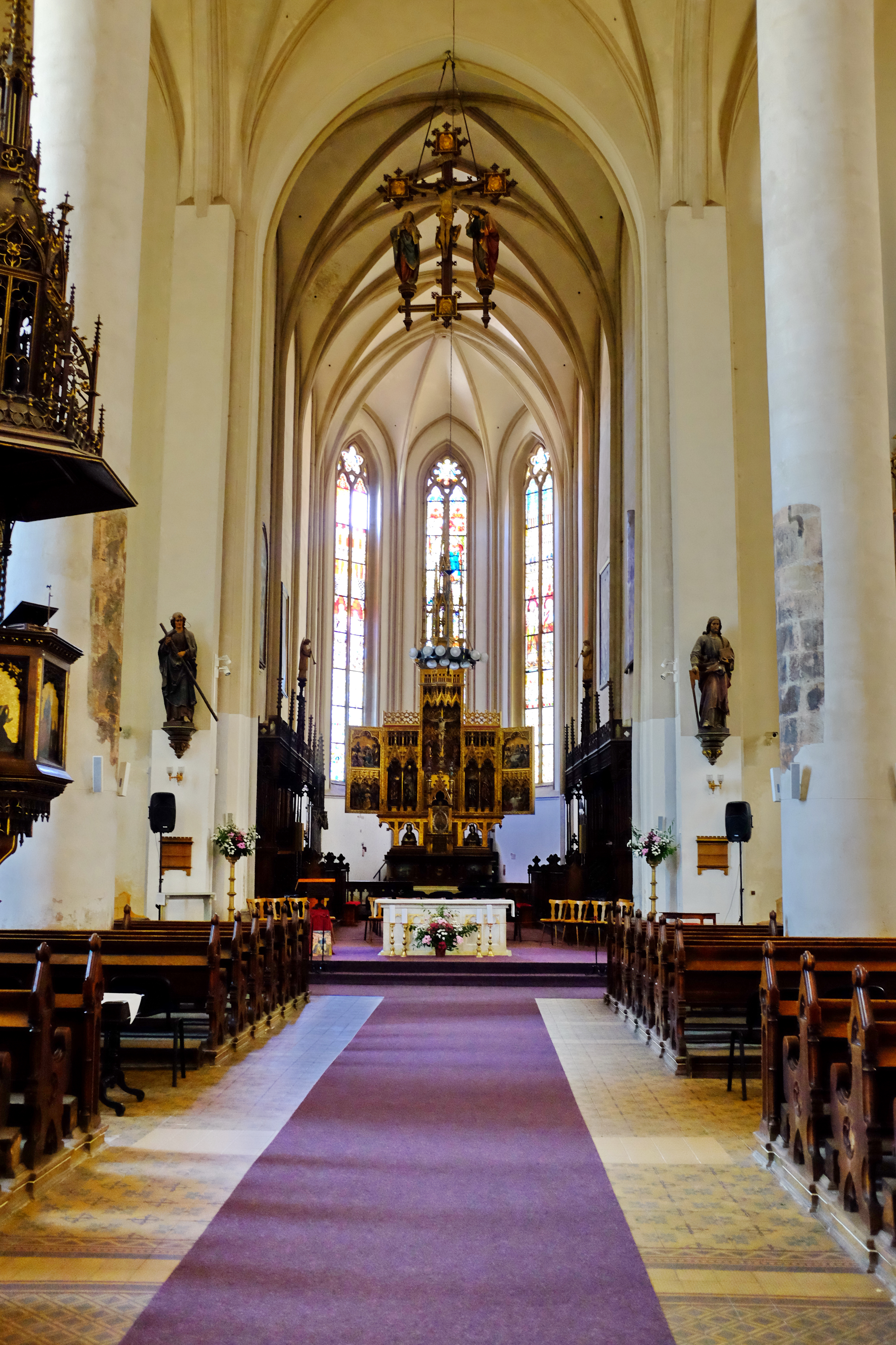
Interiér chrámu

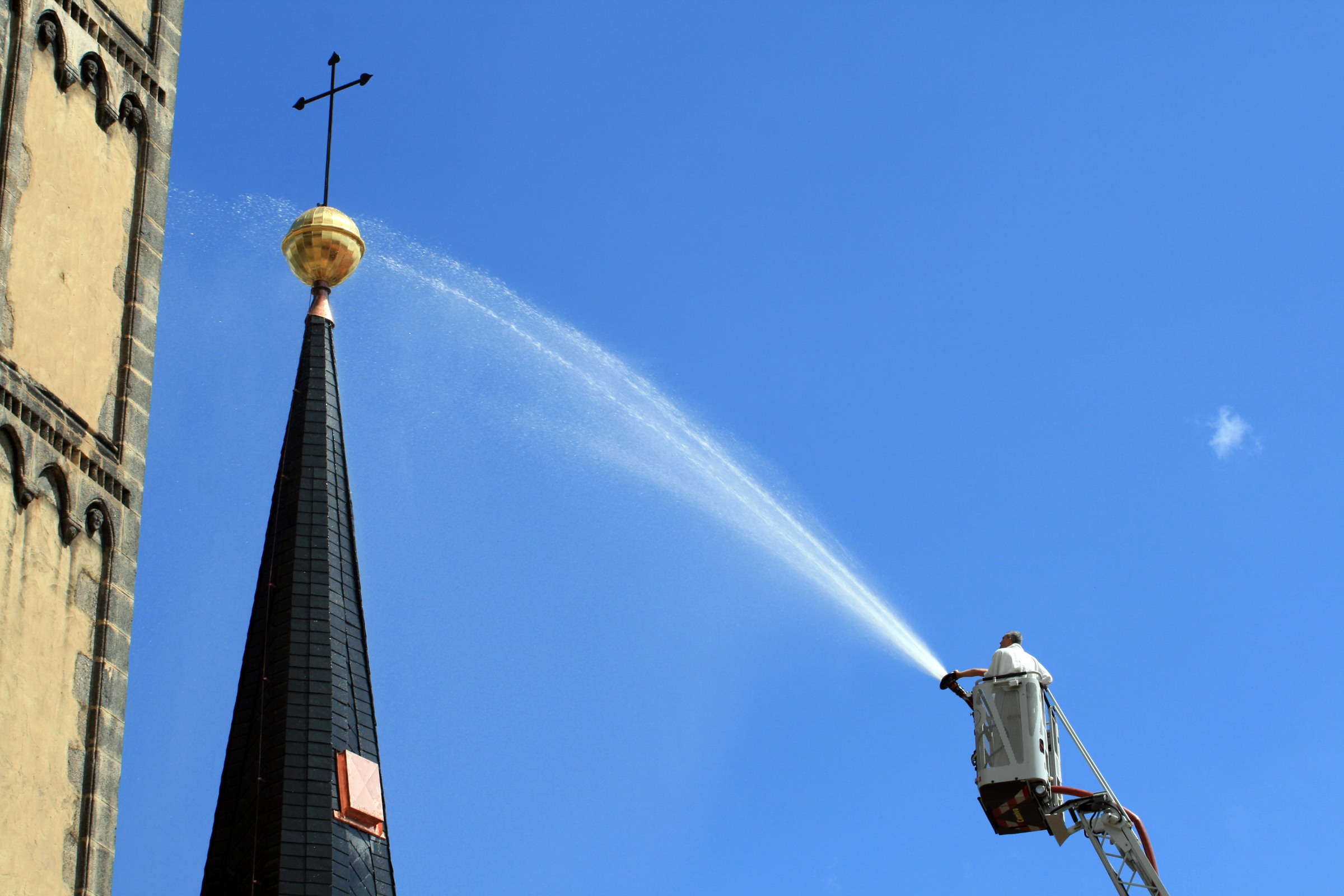
Svěcení nových helmic v roce 2008

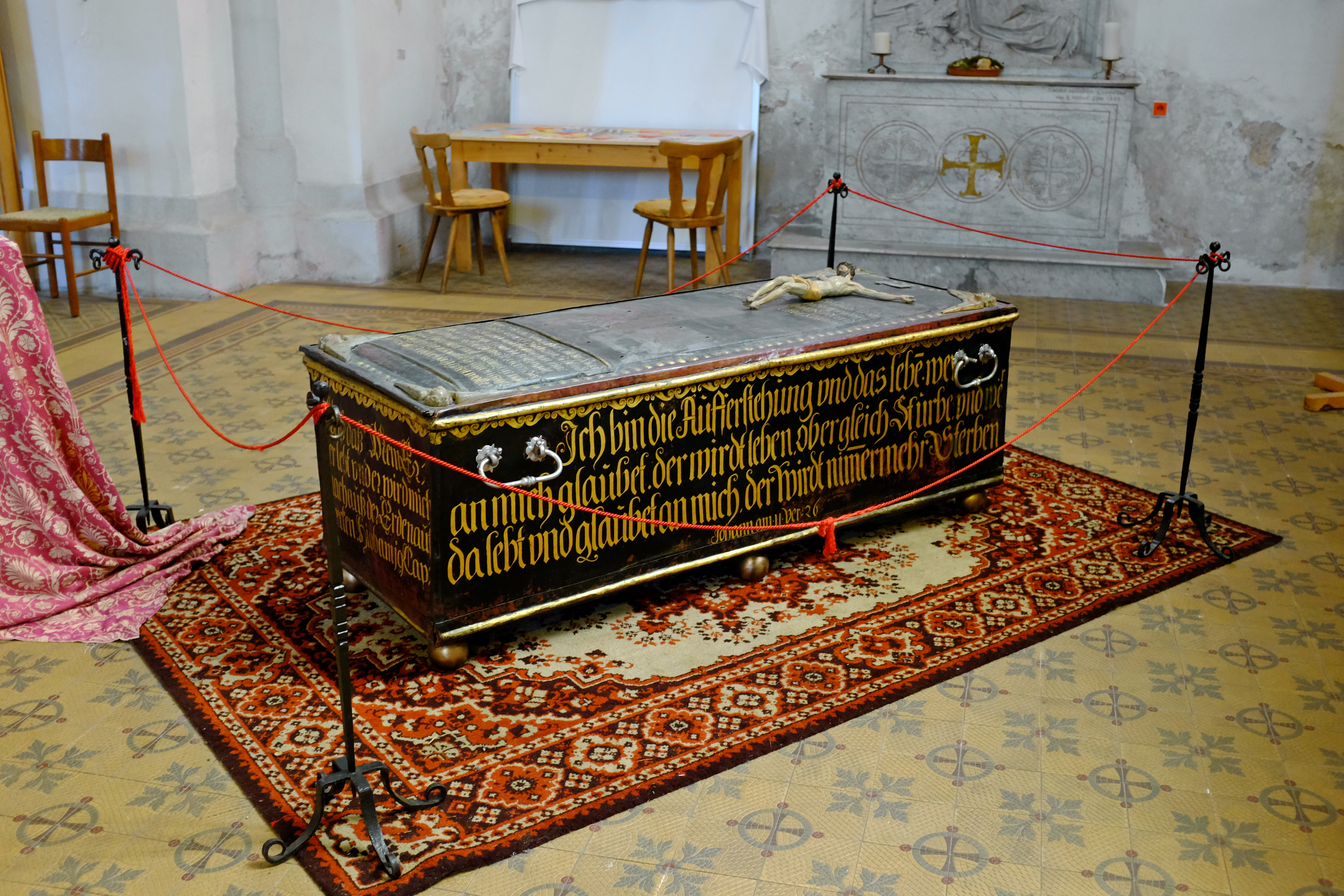
Rakev s ostatky Sidonie Šlikové

Z původní románské baziliky se zachovaly obě věže, západní průčelí s portálem a portál v severní lodi. Chrám je pozdně gotická trojlodní hala o čtyřech klenebních polích s křížovými klenbami. Raně gotický a poměrně úzký presbytář má polygonální závěr a tři pole křížových kleneb. Nástěnné malby z konce 15. století byly v 19. století obnoveny a při celkové opravě po roce 2008 restaurovány do původní podoby. Vnitřní zařízení je novogotické z konce 19. století s využitím barokních obrazů a soch z poloviny 18. století.

## Historie
Datum započetí stavby tohoto románského kostela není přesně známo, ale předpokládá se, že se tak začalo dít ve 20. letech 13. století. První písemná zmínka pochází až z roku 1239, kdy se píše o zasvěcení jednoho z oltářů, a to svaté Anně. Současně s kostelem byl také založen dnes již neexistující přilehlý hřbitov. Při velkém požáru v roce 1270, při kterém byla zničena velká část města, byly poškozeny i právě budovaný františkánský klášter a kostel sv. Mikuláše. Začala rekonstrukce, při níž byl postaven nový chór a sakristie, tentokrát v gotickém slohu.
Od roku 1456 se začaly sbírat peníze z darů měšťanů na další, významnou přestavbu kostela. Peníze darovala například rodina Junckerů, či chebský zbohatlík Sigmund Wann. Z této přestavby se nakonec stala největší přestavba kostela svatého Mikuláše v jeho historii. Původně románská bazilika byla v letech 1456-1470 přestavěna mistrem Jörgem z Chebu na pozdně gotickou halu, ovlivněnou amberským chrámem. Zdi bočních lodí byly rozebrány a zvýšeny a v letech 1472-1476 kostel nově zaklenul mistr E. Bauer z Eichstättu. Chrám dostal nové vnitřní zařízení, byly přemalovány vnitřní malby a věže také získaly nové vysoké gotické helmice.
Někdy po roce 1730 bylo severně od chrámu, směrem ke Kasárnímu náměstí postaveno dvouramenné kamenné schodiště eliptického půdorysu se sochami sv. Jiří, sv. Michaela a P. Marie. V roce 1742, kdy město okupovali Francouzi, zasáhl kostel blesk, a obě věže vyhořely. Byly zničeny helmice, roztavily se zvony a poškozeny byly i interiéry věží. Kvůli válečné situaci se nedalo začít s opravami a vše bylo jen provizorně zabezpečeno. Dva roky po ukončení války, v roce 1747, byly zhotoveny nové zvony. V témže roce také do Chebu přijel chebský rodák, významný architekt a stavitel Balthasar Neumann, kterého město požádalo, aby provedl rekonstrukci věží. Oprava byla dokončena v roce 1758, a kostel opět dostal nové helmice, tentokrát barokní, cibulovitého tvaru.
Další úpravy, převážně v interiéru, prodělal kostel v roce 1790, kdy byly vyměněny oltáře. O 19 let později, v roce 1809, zasáhl město další požár. Zničil stovku budov, kostel sv. Jana Křtitele a zasáhl i kostel sv. Mikuláše. Opět byly zničeny obě helmice, poškozeny interiéry a shořel i oltář. V roce 1812 byla vyrobena helmice pro jižní věž, druhá věž byla jen provizorně zastřešena. Teprve v roce 1869 získal kostel nové, novogotické helmice.
V posledním roce 2. světové války, přesněji 20. dubna 1945 byl Cheb bombardován spojeneckými vojsky. Především byly ostřelovány okrajové části města, zničeno nádraží a železniční viadukt. Ovšem jedno z bombardování ve středu města poškodilo i věže kostela. Ty po válce získaly jen nízké, 7 metrů vysoké, provizorní helmice. Tyto helmice zůstaly provizoriem na příštích 63 let.
Až v roce 2008, po několikaletém sbírání finančních prostředků, byl nadační fond Historický Cheb schopen napravit rest z konce války. Byly vyrobeny 26 metrů vysoké jehlanovité helmice (kopie novogotických z roku 1869), každá se čtyřmi menšími věžičkami v rozích. Ty byly v červenci 2008 jeřábem usazeny na věže kostela a o několik týdnů později slavnostně představeny veřejnosti. Proběhlo také žehnání helmic, a to poněkud netradičním způsobem; byly kropeny z plošiny vodou z hadice. Rekonstrukce stála 9 miliónů korun.
V létě roku 2014 bylo v kostele sv. Mikuláše natáčeno několik scén filmu Mistr Jan Hus.
V letech 2014 až 2015 byl v kostele sv. Mikuláše za přispění evropských fondů realizován projekt "Chrám sv. Mikuláše jako turistický cíl" (celkové náklady téměř 10 milionů korun), v rámci kterého byla 3. dubna 2016 pro veřejnost zpřístupněna jižní věž a krypta pod kostelem. Chebský farář Petr Hruška v tom spatřuje jistou symboliku, když říká: "Zatímco výlet k nebesům lidem otevře zcela jiný pohled na město a jeho obyvatele, cesta do podzemí člověka přinutí přemýšlet o vlastním bytí a ponoří jej do hlubin historie." V této kryptě byla nalezena např. vzácná rakev s ostatky významné šlechtičny Sidonie Šlikové, která žila na přelomu 16. a 17. století. Původně byla pohřbena pod oltářem, teprve v roce 1894 byly její ostatky přeneseny do barokní pohřební komory, kde byly při její rekonstrukci nalezeny, antropologicky prozkoumány a při plánované zářijové vernisáži expozice přibližující historii pohřbívání na Chebsku budou pohřbeny zpět na místo nálezu. Plánuje se také vystavení modelu lebky Sidonie Šlikové a modelů dalších artefaktů, které byly v kryptě nalezeny.

## Současnost
Kostel je přístupný veřejnosti, lze navštívit expozici v kryptě nebo vystoupat na jižní věž. Společenství katolických křesťanů z římskokatolické farnosti Cheb se tento prostor snaží rozvíjet jako „Prostor pro přiblížení“ – přiblížení člověka k člověku, národa k národu, Boha k lidem, lidí k Bohu...

### Věžní vyhlídka
Stoupá se po pohodlném schodišti až do prostoru zvonice (133 schodů), odtud pak po točitém schodišti ústícím do příkřejšího závěrečného výstupu pak návštěvník vystoupá do prostoru vyhlídky (37 schodů). V mezipatrech je vždy několik židlí, kde je možné si odpočinout. Z vyhlídky je rozhled do všech světových stran, přičemž severní strana je zastíněna severní věží.

### Krypta
Do krypty návštěvník sestoupí z hlavní lodi chrámu po cca 20 úzkých schodech. Zde jsou k vidění nově zrekonstruované prostory krypty zahrnující velkou centrální místnost, tři malé místnůstky a spojovací chodbu do zazděné druhé části krypty (kde jsou pohřbeny ostatky nalezené v kryptě včetně ostatků hraběnky Sidonie Šlikové). V kryptě je ve spolupráci s Muzeem Cheb připravována dlouhodobá expozice na téma pohřbívání na Chebsku.

### Chrámová loď
V zadní části hlavní lodi kostela najdete „křestní kapli“ se vzácnou křtitelnicí a „pohřební kapli“ se sarkofágem hraběnky Sidonie Šlikové († 1625). Mezi nimi je prostor pro expozice a výstavy prezentující život mezi narozením a smrtí včera i dnes. V presbytáři je nově zřízena tzv. „malá loď“ sloužící ke všednodenním bohoslužbám a v centrální apsidě je adorační prostor se svatostánkem. Bohatství ostatního novogotického vybavení a výzdoby chrámu a jeho dlouhé historie je prezentováno v několikajazyčných průvodcích, které jsou k zapůjčení u vchodu.